# New York State Fair

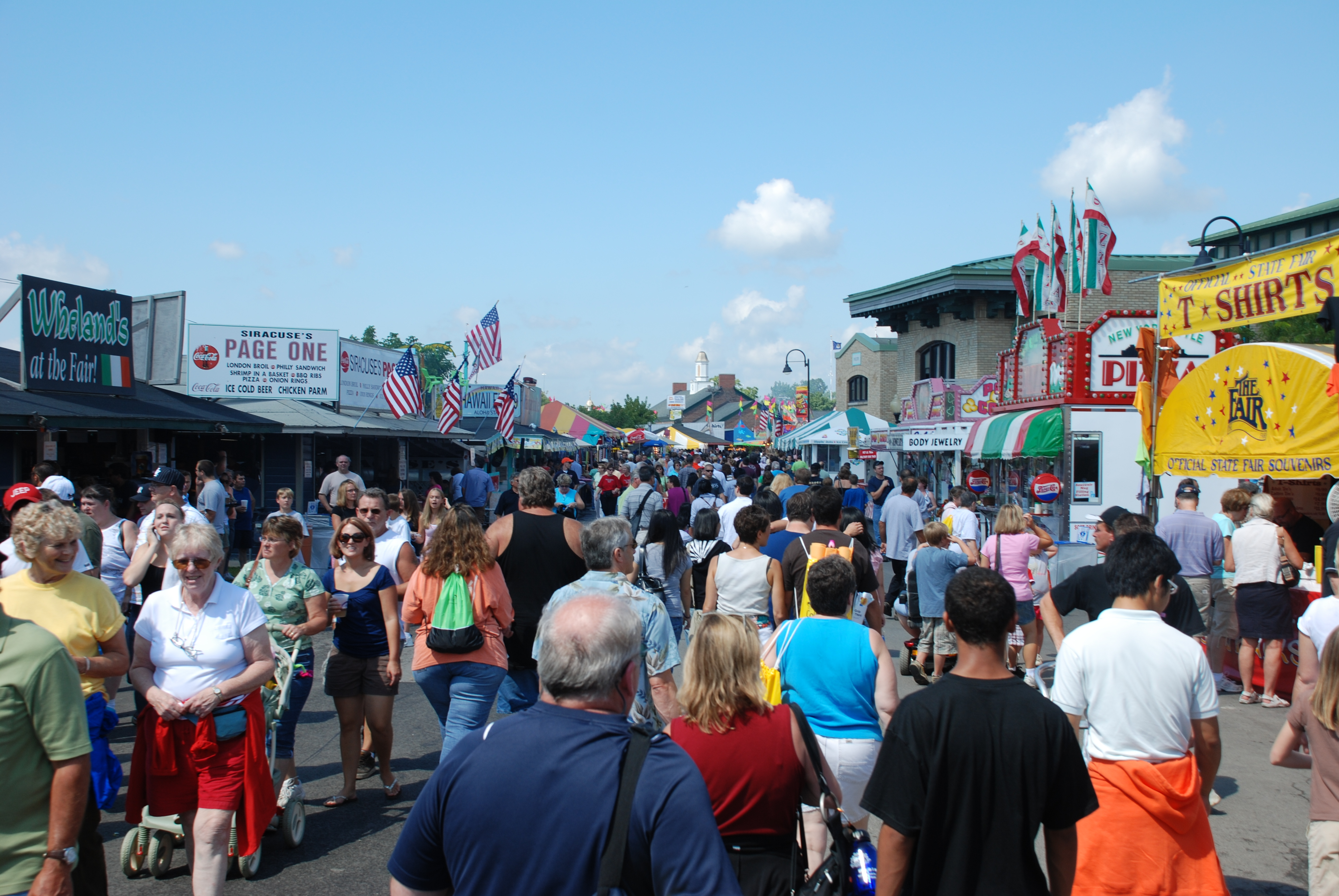
Besucher an der New York State Fair, 2008

Die New York State Fair oder Great New York State Fair ist eine Landwirtschafts- und Publikumsmesse in Syracuse, New York. Die jeden Herbst durchgeführte Messe dauert jeweils 13 Tage und zieht zwischen 850.000 und 1,3 Millionen Besucher an.

## Geschichte

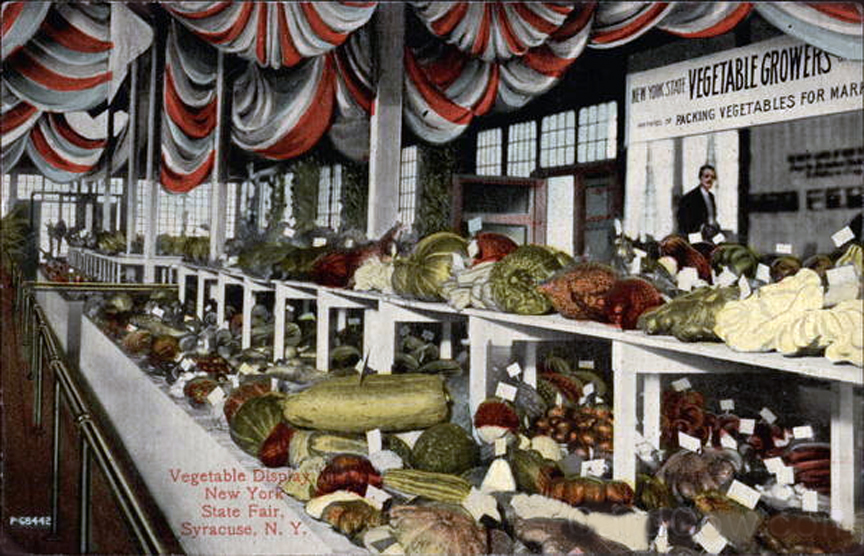
Gemüsepräsentation im Jahr 1900

1832 wurde in Albany die New York State Agricultural Society als Vereinigung von Landwirten und Politikern gegründet, um Anbaubedingungen zu verbessern und lokale Märkte besser zu erschließen. Die erste Messe fand dann am 29. und 30. September 1841 in Syracuse statt. Bereits damals sollen zwischen 10.000 und 15.000 Personen die Produktpräsentationen besucht und die Reden gehört haben.
Bis 1889 fand die Ausstellung dann jeweils an verschiedenen Orten im Bundesstaat New York statt, bis sie endgültig in Syracuse heimisch wurde, da der Agricultural Society eine große Landfläche geschenkt worden war. Die Aufgabe, jetzt permanente Ausstellungshallen auf dem Gelände zu bauen, überforderte die Agricultural Society jedoch finanziell, weshalb sie sich an den Staat New York wandte. Dieser übernahm 1899 das Gelände und setzte die Bauarbeiten fort. Seither ist der Betrieb und die Verwaltung des Ausstellungsgeländes, das unter dem Jahr auch für andere Anlässe verwendet wird, Aufgabe des Staates New York. Im Jahr 1938 wurde die Messe in „New York State Agricultural and Industrial Exposition“ umbenannt, um die Verbindung zur Industrie deutlicher zu machen. Sie dauerte nun erstmals 14 Tage. Von 1942 bis 1947 fand die Messe nicht statt, weil das Gelände infolge des Zweiten Weltkriegs für militärische Zwecke benötigt wurde. 1967 bekam die Messe wieder den heute gebräuchlichen Namen: „New York State Fair“.
Nach dem Krieg nahmen die Besucherzahlen zuerst langsam, dann immer schneller zu. 2001 besuchen erstmals mehr als 1 Million Besucher die Messe, die seit 1962 jeweils am Labor Day zu Ende geht – in jenem Jahr also kurz vor den Ereignissen des 11. September. In den Jahren darauf wuchs die Ausstellung weiter und es wurden immer wieder neue Attraktionen erfunden. So können beispielsweise die Besucher seit 2013 in einer Ausstellung mehrmals täglich der Geburt eines Kalbes beiwohnen.

## Durchführung
Die Messe findet jedes Jahr statt und dauert seit 2017 13 Tage, davor waren es seit 1990 12. Der letzte Tag der Messe ist jeweils der Labor Day, also der erste Montag im September.

## Die Messe heute

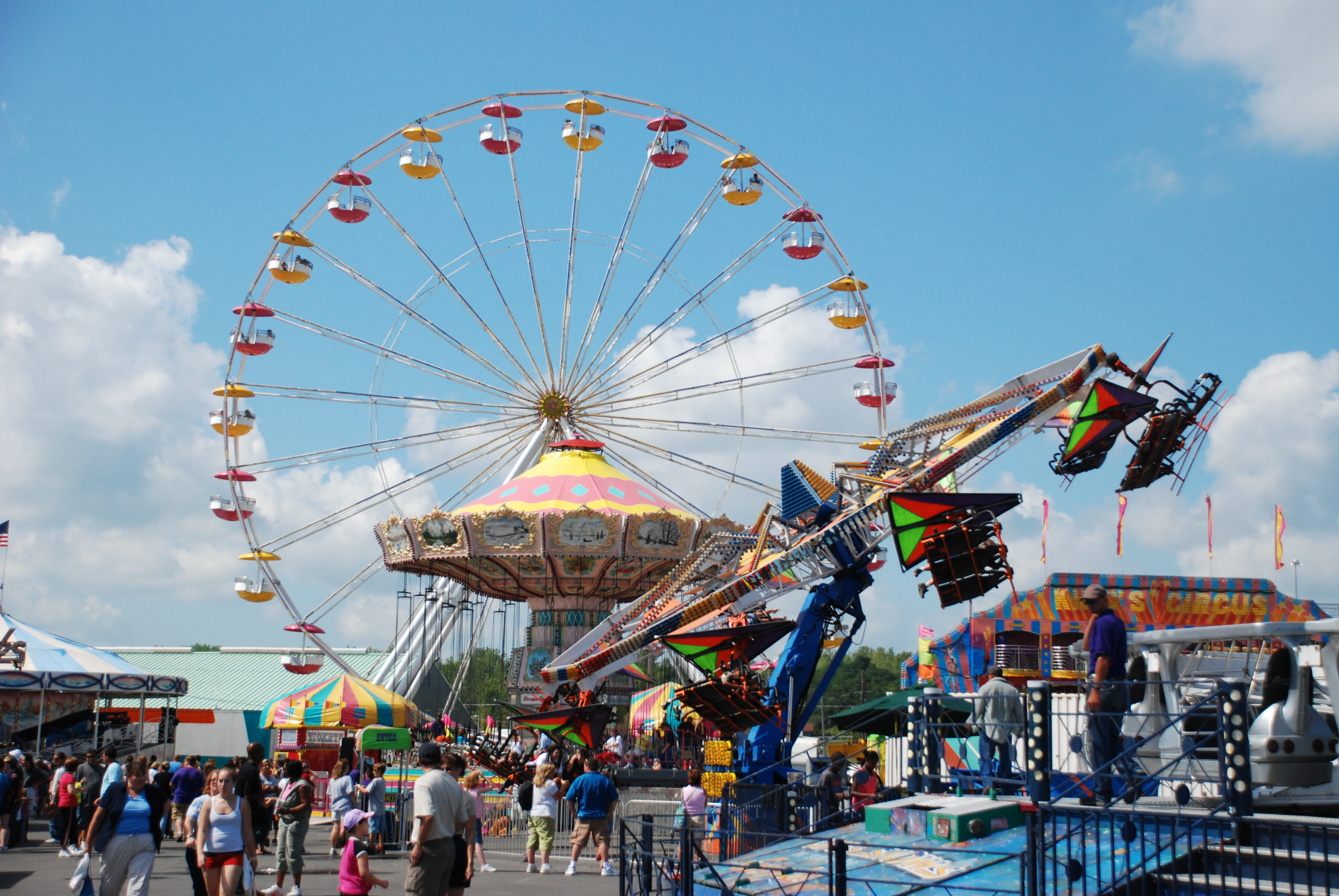
Diverse Attraktionen auf dem „Midway“

Das Ausstellungsgelände umfasst auf 375 Acre Land rund zwei Dutzend permanente Gebäude und diverse Viehzwinger. Der Chevy Court ist eine Open-Air-Konzertbühne, auf der zwei Mal am Tag bekannte Künstler ein Konzert geben. Sie wurde mehrmals als „beste Gratis-Konzertbühne Amerikas“ bezeichnet.  Der Messeeintritt ist zwar nicht frei, aber mit $6 für Erwachsene moderat (2023).
Auf dem als „Midway“ bezeichneten Platz in der Mitte des Festgeländes findet jeweils ein großer Jahrmarkt statt, mit Riesenrädern, Achterbahnen und Schießbuden. Zum Großanlass gehören auch diverse Künstler mit ihren Darbietungen, so etwa eine Entfesselungskünstlerin, eine Ein-Mann-Band oder eine Greifvogelschau.